# Gasan Joseki
Gasan Jōseki (峨山 韶碩?; Prefettura di Ishikawa, 1275 – 23 novembre 1366) è stato un maestro zen giapponese della scuola Soto.
Viene ricordato come uno dei principali e più noti successori di Keizan Jōkin, e fu a sua volta maestro di eminenti praticanti come Bassui Tokushō, Taigen Sōshin, Tsūgen Jakurei, Mutan Sokan, Daisetsu Sōrei e Jippō Ryōshū.
Era originario del distretto di Noto (l'attuale prefettura di Ishikawa), di una famiglia di vassalli del clan Minamoto. 
Nel 1297, incontrò il maestro Zen Keizan Jokin. Fu così che egli si interessò allo Zen e divenne suo discepolo. 
Due anni dopo si stabilì nel monastero Daijōji, dove ben presto è stato responsabile per i novizi.
Nel 1290 prese i voti monastici nel famoso centro Tendai del monte Hiei, l'Enryakuji.
Nel 1297 incontrò Keizan Jokin, e da allora lo seguì iniziando con lui la pratica dello Zen, sotto la guida di Tettsū Gikai, allora abate del monastero Daijoji, dove divenne responsabile a sua volta.
Assumendo il ruolo di abate di Sojiji, pur vivendo ritirato nell'eremo di Eikoji, istituì un sistema di rotazione della carica principale del monastero tra i monaci più esperti, per evitare scontri della successione in un periodo in cui era ancora fresco il ricordo degli scontri che portarono al sandai soron che aveva compromesso gravemente il Sangha di Eihei-ji.
Gasan è famoso anche per aver introdotto la dottrina dei Cinque Ranghi, tipica dell'insegnamento del lignaggio Caodong, che divenne un punto focale del suo insegnamento. 
La trovò nel testo cinese Yanmu Rentian (in giapponese. Ninden gammoku), pubblicato in Giappone nel 1303 anni. In sostanza, si trattava di una carta fondamentale discutere le cinque case Chanu cinese, ma nella sezione relativa Caodong tradizioni della scuola sono stati dettagliati discussione della dottrina della "cinque passi" insieme con i commenti anche maestri della linea lunghezza scuole, come Fenyang Shanzhao (947-1024), Shishuang Chuyuan (986-1039) e Juefan Huihong (1.071-1128). Con l'introduzione di esso, e nell'insegnamento di Soto Y Takeuchi tratta anche Gasan come "il fondatore della giapponese Soto Zen" .
Nell'insegnamento di Keizan la pratica dei koan viene condotta in modo intenso, grazie anche ad una conoscenza approfondita acquisita dall'amico Shinichi Kakushin, che portò dalla Cina una delle prime copie del Mumonkan. Quando il maestro si trasferì a Soji-ji, Gasan lo seguì. 
Una volta, Keizan lo avvicinò e gli disse: "A volte è giusto alzare le sopracciglia e lampeggiare gli occhi". 
Sentendo queste parole, Gasan raggiunse una grande illuminazione, e successivamente ricevette il documento Inka come conferma dal proprio maestro.(in giapponese. Inka). 
Dopo questa esperienza, venne inviato in un pellegrinaggio di monasteri giapponesi. Durante il viaggio Gasan trascorso qualche tempo con Kyoo Unryō (1267-1341), fratello di dharma di Keizan. 
Dopo il suo ritorno, Keizan nominò Gasan Joseki suo erede nel Dharma, oltre all'altrettanto famoso maestro Meiho Sotetsu.
Nel 1322,  Gasan venne nominato abate del monastero Sojiji.
Dopo la morte di Keizan, la scuola Soto era diretta da quattro centri principali: Eiheiji, Daijōji, diretto da Meiho Sotetsu, lo Yokoji di Noto e appunto Sojiji guidato da Gasan.. Gasan divenne così il maestro di riferimento per la scuola Soto, abate del monastero allora più influente, che aveva superato lo stesso Eiheiji, fondato da Dogen.

Egli ricoprì il ruolo di abate quasi solo a Sojiji, ad eccezione di un breve periodo nel 1340, quando fu anche abate di Yokoji.
Sotto la guida di Gasan, venticinque monaci raggiunsero l'illuminazione, e contribuirono a diffondere la scuola Soto in gran parte del Giappone.
Prima di morire, egli nominò Taigen Soshin come proprio erede e Tsugen Jakuren come autorità responsabile per la scuola e diede gli ultimi insegnamenti agli altri discepoli.
Dopodiché suonò una piccola campana, e recitò una breve poesia:
pelle e corpo insieme.
Finché di notte, con la mia età,
giaccio in una gialla morte di primavera»
Gasan Joseki morì il 23 Novembre 1366.